# 安田真一郎
安田 真一郎（やすだ しんいちろう、1973年5月12日 - ）はNHKのアナウンサー。

## 人物
宮崎県出身。学習院大学卒業後、1996年入局。

## 同期のアナウンサー
住吉美紀（退職→フリーアナウンサーとして活動中）・上野速人・中條誠子・鈴木聡彦・村上由利子（元ラジオセンターディレクター・元記者）・伊東敏恵・長野亮　他

## 嗜好・挿話
- 好物はバナナ、うどん。
- さだまさしの歌を聴くことが好きだったことから、「今夜も生でさだまさし」が山口放送局70年記念で放送された際には、宣伝担当として登場。視聴者からのハガキをさだが読んだ後に登場するという演出で、開幕が迫っていた「おいでませ!山口国体+障害者スポーツ大会」をPRした。
- 山口放送局開局70年ではPRキャラクターを務め、学生服姿を披露。その姿について後輩がブログに書いた[2]。
- 和歌山放送局に転勤する時、船で移動した[3]。
- 徳島県に自宅があることをブログで公言している[4]。

## 現在の担当番組
- 徳島県のニュース・中継・リポート
- アナウンスグループ統括代理（デスク業務）
- とく6徳島（金曜日のコーナー「安田のあす推し」の進行役、不定期に藤原陸遊が休演した際の代理メインキャスターとして出演することもあり）

## 過去の出演番組
山口放送局時代（1度目）
- 山口県のニュース・中継・リポート

徳島放送局時代（1度目）
- 徳島県のニュース・中継・リポート

山口放送局時代（2度目）
- ゆうゆうワイド:番組最末期にキャスターを務めた。
- 今夜も生でさだまさし「おいでまさし山口へ」（2011年8月21日）
- 情報維新!やまぐち（2010年4月 - 2012年3月）

徳島放送局時代（2度目）
- とく6徳島（キャスター）
- 徳島県のニュース

和歌山放送局時代
- あすのWA!（キャスター） 藤澤義貴 と隔週で担当
- 2016年4月の熊本地震発生直後、大分放送局に応援で派遣され、災害情報を中心にローカルニュースを担当。
- わかやま845（不定期）
- ギュギュっと和歌山（押尾駿吾のキャスター代行）

岡山放送局時代
- 岡山県のニュース・中継・リポート